# 1000: 최후의 전사들
《1000: 최후의 전사들》(카자흐어: Жаужүрек мың бала)은 2011년 공개된 카자흐스탄의 영화이다.

## 출연

### 주연
- 아실칸 톨예포프
- 아얀 우테부르겐

### 조연
- 에드워드 온다르
- 쿠랄라이 아나베코바
- 틀렉테스 메이라모프
- 도스칸 졸자크시노프
- 보랏 압딜마노프
- 톨레우벡 아랄바이

## 기타
- 미술: 쿠앗 틀레우바예프